# Grotta della Tartaruga
La Grotta della Tartaruga è una grotta naturale presente lungo la lama Giotta a Torre a Mare, poco a sud di Bari, che presenta tracce di ampliamento e insediamenti umani risalenti all'età neolitica e all'età del Bronzo.
La grotta è registrata nel catasto delle grotte della Puglia con il numero PU_1863, è sita all'incrocio della statale E55 con la SP 57 che collega Torre a Mare a Noicattaro ed ha come accesso un corridoio artificiale che si apre sotto il pilone sud del ponte della statale Adriatica.